# Hagen Blix
Hagen Blix (* 1988 in Münster) ist ein deutscher Linguist und Philosoph mit Wohnsitz in New York. Seine Schwerpunkte liegen zum einen in der theoretischen Linguistik, zunächst auch in der Computerlinguistik (Natural Language Processing), dann auf Fragen der Künstlichen Intelligenz.
Nach einem Studium der Physik erwarb er 2013 den Bachelor of Arts im Bereich Linguistik bei Gereon Müller und Fabian Heck an der Universität Leipzig. Seine Masterarbeit mit dem Titel Agreement in South Caucasian. A Spanning Account entstand bei Dalina Kallulli an der Universität Wien.
2020 folgte sein Master in Philosophie an der New York University. An dieser Universität lehrte er von 2016 bis 2023, dort entstand auch seine Thesis unter dem Titel Interpreting Syntactic Structures (at PF) bei Alec Marantz. Von 2016 bis 2021 erhielt er ein MacCracken Research Fellowship, 2017 den Förderungspreis der Wiener Sprachgesellschaft (2. Platz), 2019 zwei Fieldwork Grants der NYU. 2019 unterrichtete er an der Masaryk-Universität im tschechischen Brünn.

## Publikationen (Auswahl)
- Agreement in South Caucasian agreement. A Spanning account, Master thesis, Universität Wien 2016.
- mit Alex Warstadt, Yu Cao, Ioana Grosu, Wei Peng, Yining Nie, Anna Alsop, Shikha Bordia, Haokun Liu, Alicia Parrish, Sheng-Fu Wang, Jason Phang, Anhad Mohananey, Phu Mon Htut, Paloma Jeretič, Samuel R. Bowman: Investigating BERT’s Knowledge of Language: Five Analysis Methods with NPIs, in: arXiv (2019).
- mit Adina Williams, Tiago Pimentel, Arya D. McCarthy, Eleanor Chodroff, Ryan Cotterell: Predicting Declension Class from Form and Meaning, in: arXiv (2005) (über Vorhersagen zur Wahrscheinlichkeit der jeweiligen Deklinationsklasse und damit der Pluralform anhand der Singularform). (Digitalisat, PDF)
- Spans in South Caucasian agreement, in: Natural Language & Linguistic Theory 39 (2012) 1–55.
- Phrasal Spellout and Partial Overwrite: On an alternative to backtracking, in: Glossa: a journal of general linguistics 6 (2021) 1–17. (online)
- mit Adina Williams: Pitch and causal inference in English temporal adverbial answers, in: Snippets 41 (2021) 4 f.
- mit Zeerak Talat, Josef Valvoda, Maya Indira Ganesh, Ryan Cotterell, Adina Williams: On the Machine Learning of Ethical Judgments from Natural Language, in: Proceedings of the 2022 Conference of the North American Chapter of the Association for Computational Linguistics: Human Language Technologies, 2022, S. 769–779.
- Interface Legibility and Nominal Classification: A Nanosyntactic Account of Kipsigis Singulatives, in: Glossa: a journal of general linguistics 7 (2022). (online)
- Interpreting Syntactic Structures (At PF), Diss., New York University, New York 2023. (Digitalisat, PDF)
- mit Da Ju, Adina Williams: Domain Regeneration: How well do LLMs match syntactic properties of text domains? in: arXiv (2025). (online)
- mit Ingeborg Glimmer: Why we fear AI. On the Interpretation of Nightmares, Common Notions, New York 2025, ISBN 978-1-945335-17-4, ISBN 978-1-945335-42-6 (E-Book).